# Shirlee Busbee
Shirlee Busbee, née le 9 août 1941 à San José en Californie, est une écrivaine américaine de romances depuis 1977.

## Biographie
Shirlee Elaine Busbee grandit avec deux sœurs et trois frères. Elle part dans un institut à Kentri (Maroc), puis de retour en Californie, elle entre au Burbank Business College de Santa Rosa. Plus tard, elle travaille en tant que designer dans le comté de Solano.
Le 22 juin 1963, elle épouse Howard Busbee. Ils vivent dans les collines de Californie, où ils élèvent des chevaux et d'autres animaux.

### Série Louisiane
- L'Appel de la passion, Trévise, 1980 ((en) Gypsy lady, 1977)
- Lady Vixen, Trévise ((en) Lady Vixen, 1980)
- (en) While passion sleep, 1983Inédit à ce jour en France.
- Au-delà du pardon, France Loisirs, 1986 ((en) Deceive no my heart, 1984)
- Le lys et la rose, France Loisirs, 1988 ((en) The tiger Lily, 1985)
- Le Quiproquo de minuit, J'ai lu, 1990 ((en) Midnight Masquerade, 1988)
- Sous le sceau de l'amour, J'ai lu, 1992 ((en) Whisper to Me of Love, 1991)
- (en) Each time we love, 1993Inédit à ce jour en France.

### Série Famille Ballinger
- (en) Return to Oak Valley, 2002Inédit à ce jour en France.
- (en) Coming home, 2003Inédit à ce jour en France.

### Romans uniques
- La Rose d'Espagne, Presses de la Cité, 1986 ((en) This Spanish rose, 1986)
- (en) Love a dark rider, 1994Inédit à ce jour en France.
- (en) Lovers forever, 1996Inédit à ce jour en France.
- Cœur à prendre, J'ai lu, 2000 ((en) A heart for the taking, 1997)
- (en) Love be mine, 1998Inédit à ce jour en France.
- (en) For love alone, 2000Inédit à ce jour en France.
- Coup de poker, J'ai lu, 2003 ((en) At long last, 2000)
- Indomptable Théa, J'ai lu, 2003 ((en) Swear by the Moon, 2001)
- (en) Scandal Becomes Her, 2007Inédit à ce jour en France.